# Fyzikální odchylka

Gravitační vychýlení světla u neutronové hvězdy - vidíme více než polovinu plochy jejího povrchu.

Fyzikální odchylka je odchylka způsobená fyzikálními vlivy v soustavě.

## Gravitační odchylka
Gravitační odchylka je odchylka světelného paprsku při průchodu gravitačním polem. Tuto odchylku vysvětluje  obecná teorie relativity.

## Optická a úhlová odchylka, deviace

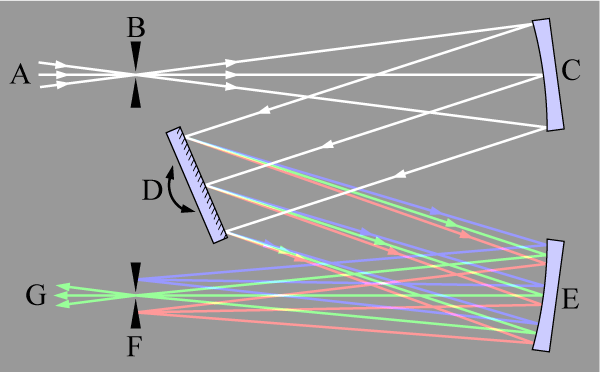
Monochromátor

Optická a úhlová odchylka, deviace je daná úhlem mezi světelným paprskem dopadajícím a vystupujícím z prostředí s různými indexy lomu. Prochází-li světlo hranolem kolmo na jeho lámavou hranu i osu jeho lámavého úhlu, nastává tzv. minimum odchylky. Uspořádání s minimem odchylek se používá pro měření indexu lomu materiálu a v hranolových monochromátorech.